# Kiran Nagarkar

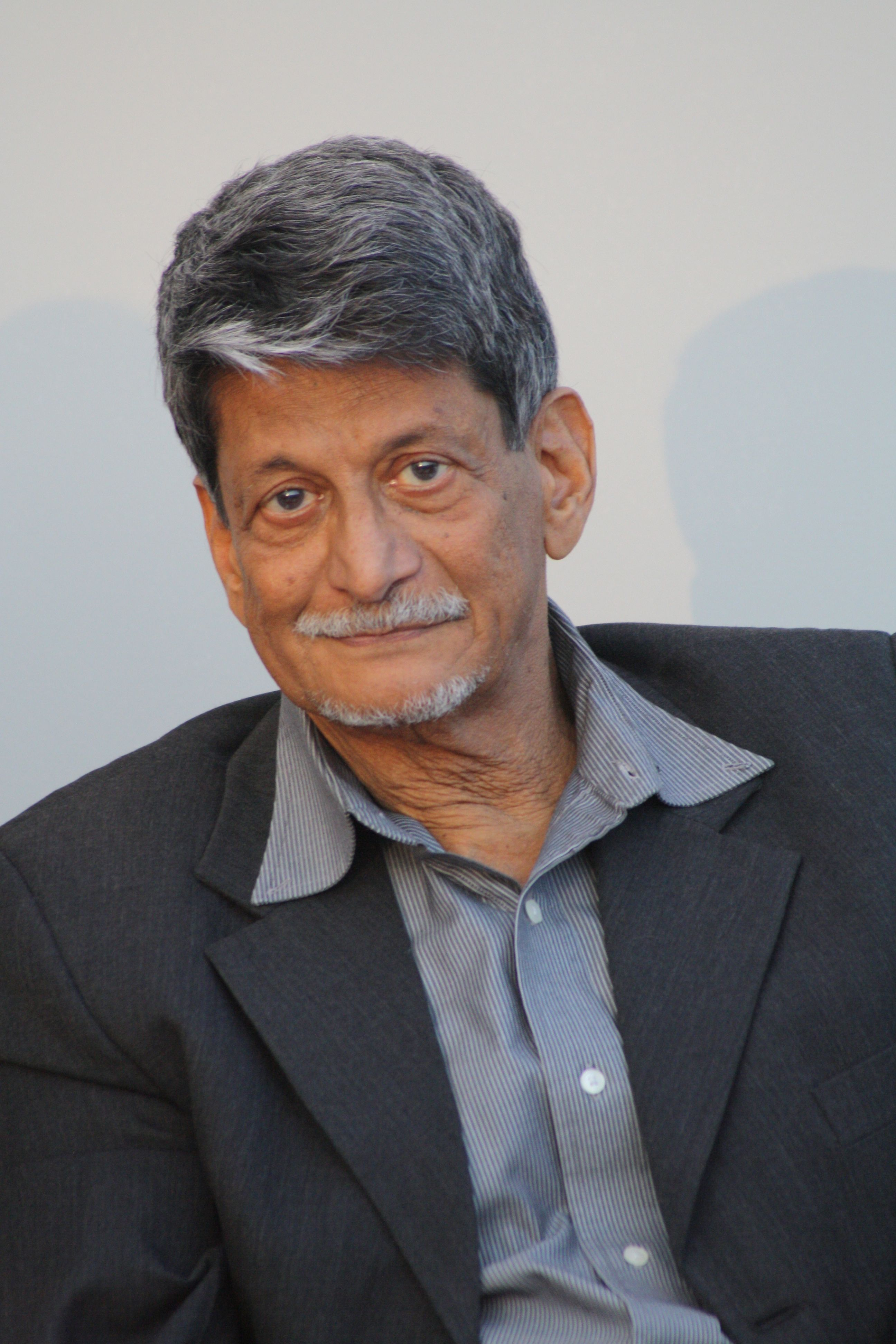
Kiran Nagarkar auf der Leipziger Buchmesse 2013

Kiran Nagarkar (Marathi: किरण नगरकर, Kiraṇ Nagarkar; * 2. April 1942 in Bombay, dem heutigen Mumbai; † 5. September 2019 ebenda) war ein in Mumbai (Bombay) lebender indischer Schriftsteller, der in Marathi und Englisch schrieb. Er veröffentlichte Romane, Theaterstücke und Drehbücher.

## Leben
Neben Theaterstücken und Drehbüchern verfasste Nagarkar vor allem vier Romane, die ihm den Ruf eines hervorragenden Vertreters der zeitgenössischen indischen Literatur einbrachten. Nagarkar studierte am Ferguson College in Pune und arbeitete anschließend als Dozent an verschiedenen Colleges, als Journalist, Drehbuchschreiber und vor allem in der Werbebranche.
Seinen ersten Roman Saat Sakkam Trechalis (1974; dt. Sieben mal sechs ist dreiundvierzig, 2007) schrieb er in seiner Muttersprache Marathi. Die bittere und dabei burleske Schilderung der Lebenswelt des jungen Bombayers Kushank gilt in ihrer fragmentierten Form und innovativen Sprachbehandlung als Meilenstein der Marathi-Literatur und wurde 1975 mit dem Hari Narayan Apte Award für den besten Debütroman ausgezeichnet.

Seinen zweiten Roman Ravan and Eddie (1994; dt. Ravan & Eddie, 2004) schrieb Nagarkar auf Englisch und wurde deshalb vielfach angefeindet. Die Geschichte der Kindheit zweier Jungen aus einer hinduistischen und einer christlichen Familie, die Nachbarn sind und gleichwohl in völlig verschiedenen Welten leben, wurde sowohl als anti-hinduistisch als auch als anti-christlich kritisiert.

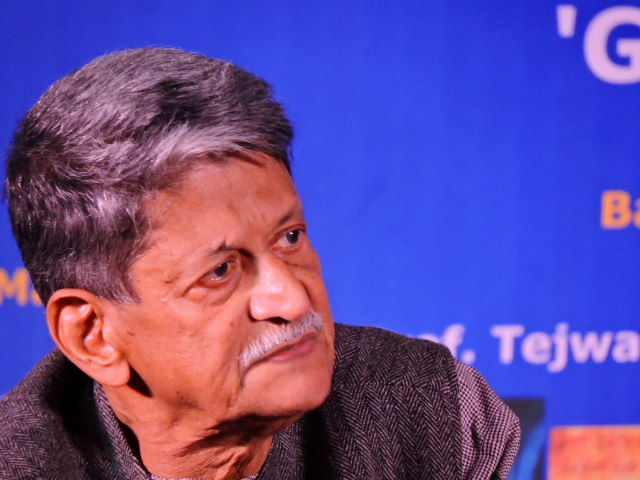
Kiran Nagarkar beim Chandigarh Literatur-Festival, November 2016

Für seinen Roman Cuckold (1997 dt. Krishnas Schatten, 2002) erhielt Kiran Nagarkar im Jahr 2000 die höchste Anerkennung der indischen Literaturakademie, den Sahitya Akademi Award.
In seinem Roman God’s Little Soldier (2006; dt. Gottes kleiner Krieger, 2006) behandelt er Extremismus und Fundamentalismus.

Ab April 2008 war Kiran Nagarkar für ein Jahr Gast des Berliner Künstlerprogramms des DAAD.
Vom 24. bis 30. November 2008 übernahm er gemeinsam mit dem deutschen Schriftsteller Christoph Peters die 22. Tübinger Poetik-Dozentur der Eberhard Karls Universität Tübingen.
Von Juni bis November 2011 hielt er sich im Literaturhaus Zürich und der Stiftung PWG in Zürich auf. Für das NZZ Folio hat er mit dem früheren NZZ-Indien-Korrespondenten Bernhard Imhasly das Folio Nr. 255 über seine Heimatstadt verfasst, das im Oktober 2012 unter dem Titel Bombay erschien.

## Werke
- Saat Sakkam Trechalis. Mauj Prakashan, Bombay 1974.
  - Übersetzung: Sieben mal sechs ist dreiundvierzig. Aus dem Marathi, Hindi und Englischen von Ditte und Giovanni Bandini. A1, München 2007, ISBN 978-3-927743-95-3.
- Ravan and Eddie. Penguin India, 1995.
  - Übersetzung: Ravan & Eddie. Aus dem Englischen von Giovanni und Ditte Bandini. A1, München 2004, ISBN 978-3-927743-73-1.
- Cuckold. HarperCollins India, 1997.
  - Übersetzung: Krishnas Schatten. Aus dem Englischen von Giovanni und Ditte Bandini. A1, München 2002, ISBN 3-927743-63-1.
- God’s Little Soldier. HarperCollins India, 2006
  - Übersetzung: Gottes kleiner Krieger. Aus dem Englischen von Giovanni und Ditte Bandini. A1, München 2006, ISBN 978-3-927743-88-5.
- Traumbilder des Schreibens. Tübinger Poetik-Vorlesungen 2008 (zusammen mit Christoph Peters). Hrsg. von Dorothee Kimmich und Philipp Ostrowicz. Swiridoff, Künzelsau 2009.
- The Extras. HarperCollins India, 2011
  - Übersetzung: Die Statisten. Aus dem Englischen von Giovanni und Ditte Bandini. A1, München 2012, ISBN 978-3-940666-30-7.

## Auszeichnungen
- 1975: Hari Narayan Apte Award für Saat Sakkam Trechalis.
- 1996: Dalmia Award für die Förderung kommunaler Harmonie durch Literatur
- 2000: Sahitya Akademi Award für Cuckold.
- 2012: Bundesverdienstkreuz am Bande[3]